# 吳正偉

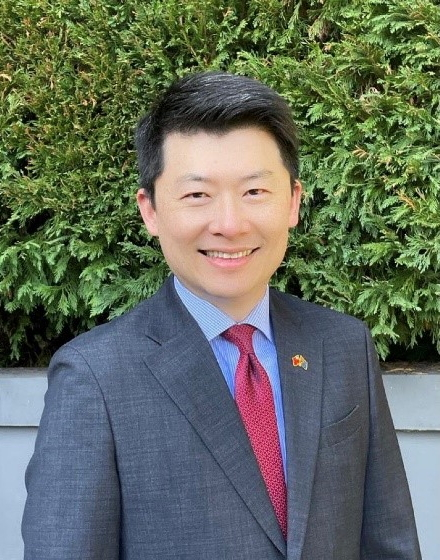
駐雪梨辦事處刊登肖像照

吳正偉，2004年起擔任公務人員，中華民國外交官。已婚，育有2女。

## 學歷
- 東吳大學政治學系學士（1998年）
- 國立政治大學外交研究所碩士（2002年）
- 澳洲國立大學公共政策研究所（2003年）
- 哈佛大学中高階進修課程（2014年）

## 經歷
- 外交部歐洲司薦任科員（2004年－2006年）
- 駐聖文森國大使館三等秘書（2006年－2009年）
- 駐芝加哥臺北經濟文化辦事處領事（2009年－2012年）
- 外交部國際組織司財金組織及國際合作科科長（2012年－2015年）
- 亚太经济合作组织（APEC）秘書處計畫主任（2015年－2018年）
- 駐貝里斯大使館一等秘書、副參事（2018年－2021年）
- 外交部常務次長室簡任秘書（2021年－2022年）
- 外交部亞西及非洲司副司長（2022年－2023年）
- 駐雪梨臺北經濟文化辦事處總領事銜處長（2023年－）[註 1]

## 語言
中華民國國語、英语、粤语。
| 外交職務      | 外交職務                       | 外交職務 |
| ------------- | ------------------------------ | -------- |
| 前任： 范惠君 | 中華民國駐雪梨處長 2023年7月－ | 繼任： ' |

## 外部連結
- 吳正偉. . 公務出國報告資訊網. 2014年9月24日  [2023年8月11日]. （原始内容存档于2023年8月12日）.